# (130391) 2000 JG81
(130391) 2000 JG81, também escrito como (127871) 2003 FC128, é um objeto transnetuniano que está localizado no cinturão de Kuiper, uma região do Sistema Solar. Este objeto está em uma ressonância orbital de 1:2 com o planeta Netuno. Ele possui uma magnitude absoluta de 8,0 e tem um diâmetro estimado com cerca de 111 km.

## Descoberta
(130391) 2000 JG81 foi descoberto no dia 6 de maio de 2000 através do Observatório La Silla.

## Órbita
A órbita de (130391) 2000 JG81 tem uma excentricidade de 0,285, possui um semieixo maior de 47,716 UA e um período orbital de cerca de 325 anos. O seu periélio leva o mesmo a uma distância de 34,140 UA em relação ao Sol e seu afélio a 61.292 UA.